# Joseph Groenen
Adrianus Josephus (Joseph) Groenen (Waalwijk, 11 mei 1884 – Hamburg, 29 maart 1959) was een Nederlands zanger. Zijn stembereik was bariton.
Hij was zoon van schoenmaker Josephus Mathijs Groenen en Goverdina van Eggelen. Hijzelf trouwde in 1916 met de alt Riek van Zijp. Jennij Hendrika Johanna van der Voort van Zijp, geboren in Klambir Lima Kampung en overleden in 1956, verzorgde plaatselijke optredens, maar zong in het Concertgebouw de Vereeniging en met haar man in Musis Sacrum.
Hij kreeg zijn muzieklessen in Amsterdam van Joseph Thijssen en studeerde ook in Milaan en Stuttgart. Voor 1913 trad hij voornamelijk in Noord-Brabant en België op. Zijn debuut in de opera vond plaats in 1913 in het stadstheater van Mainz, een rol in Richard Wagners Der fliegende Holländer. Hij verbond zich vervolgens aan operahuizen in Hamburg (1914-1915), Wenen (1915-1916) en Berlijn (Hofoper, 1916-1917). Van Berlijn keerde hij terug naar Hamburg om er bij de Staatsoper te gaan zingen en wel tot aan zijn dood. Alhoewel dus binnen een vast contract werkend, zong hij in diverse steden in West-Europa, zoals Amsterdam, Barcelona, Brussel etc. Hij was meest geliefd als heldentenor. Zijn Nederlandse debuut vond plaats in het Gebouw voor Kunsten en Wetenschappen in Den Haag waar hij (alweer) Wagner zong; dit keer een rol in Tannhäuser. Als hij zich in Nederland bevond zong hij samen met de bekendste zangers uit Nederland, zoals Jules Moes en Louis Goldsteen, Jacques Urlus etc. Hij werd soms ook uitgenodigd door de Nederlandse Wagnervereniging. Hij zong tussen 1911 en 1926 veertien keer met het Concertgebouworkest, in 1926 betekende dat vier uitvoeringen van Tristan und Isolde onder leiding van dirigent Richard Strauss.
Af en toe maakte hij een uitstapje naar het vak van concertzanger. Er is van hem een optreden bekend in de Kindertotenlieder van Gustav Mahler. Zijn stem is bewaard gebleven door diverse plaatopnamen voor Polydor.